# Simone Niggli-Luder
Simone Niggli-Luder (9 gennaio 1978) è un'orientista svizzera.

## Carriera
Nata come Simone Luder, è cresciuta a Burgdorf nel cantone di Berna. Ha studiato biologia presso l'Università di Berna, dove si è laureata nel 2003. Nello stesso anno sposò Matthias Niggli, atleta svizzero. Vivono attualmente a Münsingen vicino a Berna e Ulricehamn.
Ha iniziato presto a gareggiare nell'orientamento, iscrivendosi al club svizzero OLV Hindelbank. All'età di dieci anni ha partecipato alla sua prima competizione. Da allora, il suo palmarès è impressionante: ha vinto una medaglia d'oro al campionato del mondo junior nel 1997, è stata 14 volte campionessa svizzera, ha vinto una volta il campionato finlandese e cinque volte quello svedese, ha vinto la Coppa del Mondo per sette volte e ha vinto dieci medaglie d'oro ai campionati europei e un totale di diciannove medaglie d'oro al campionato mondiale.
Nel 2002, ha trascorso un anno in Finlandia dove ha corso per il club finlandese Turun Suunnistajat ed ha vinto il campionato finlandese. Dal luglio 2003, ha gareggiato per il club svedese Ulricehamns OK.
Nel 2003 ha vinto tutte e quattro le gare femminili dei campionati del mondo tenutosi a Rapperswil in Svizzera (sprint, media e lunga distanza, insieme con Lea Müller e Vroni König-Salmi la staffetta). Riuscì a ripetere questa straordinaria impresa due anni più tardi al campionato del mondo di Aichi, in Giappone. Al Campionato europeo nel 2006 a Otepää, ha vinto l'oro nello sprint e lunga distanza ed è arrivata quinta nella media distanza. Il team svizzero ha concluso la gara secondo nella staffetta, battuto solo dalla squadra finlandese. Al campionato del mondo 2007 a Kiev Simone ha nuovamente vinto l'oro nello sprint e nella media distanza ed è arrivata terza nella lunga distanza, dietro due atlete finlandesi che hanno conteso il primo posto.
Nel 2008 Simone si ritirò dall'agonismo per dare alla luce sua figlia Malin. Fece ritorno con successo sulla scena internazionale nel 2009, vincendo le medaglie di bronzo nella media distanza e nella sprint e la medaglia d'oro nella lunga distanza ai mondiali a Miskolc, in Ungheria.